# Români decedați în 2008
- Adi Cusin
- Melek Amet
- Gheorghe Anghelescu
- Max Bănuș
- Sabin Bălașa
- Bernardo Neustadt
- Nicolae Boșcaiu
- Barbu Brezianu
- Gheorghe Briceag
- Dumitru Bughici
- Vasile Bulucea
- George Carlin
- Pavel Chirău
- Marcel Chirnoagă
- Ilarion Ciobanu
- Eugen Cizek
- Dina Cocea
- Vintilă Corbul
- Adrian Cristescu
- Peter Poreku Dery
- Constantin Dinischiotu
- Mihai Dolgan
- George Draga
- Iosif Constantin Drăgan
- Petru Dugulescu
- Ticu Dumitrescu
- Dan Enăchescu
- Eva Cerbu
- Dumitru Ghițu
- Vasile Gorduz
- Dan Grigorescu
- Radu Grigorovici
- Sofia Ionescu-Ogrezeanu
- Ștefan Iordache
- Vintilă Ivănceanu
- Stelian Ivașcu
- Cezar Ivănescu
- Zsigmond Pál Jakó
- Sebastian Kräuter
- Laurențiu Panaitopol
- Elena Leușteanu
- Monica Lovinescu
- Ioan Lăcustă
- Bazil Marian
- Dan Mateescu
- Dan Horia Mazilu
- Gaby Michailescu
- Ioan Mihălțan
- Marius Mircu
- Paul Miron
- Mihaela Mitrache
- Ovidiu Iuliu Moldovan
- Ștefan Niculescu
- Paul Niculescu-Mizil
- Nicăpetre
- Petre Ninosu
- George Emil Palade
- Cornel Paraniac
- Anca Parghel
- Jules Perahim
- Deliu Petroiu
- Magda Petrovanu
- Andrea Pininfarina
- Simion Pop
- Ion Prisada
- George Pruteanu
- Emil Puni
- Colea Răutu
- Anghel Rugină
- Horațiu Rădulescu
- Henri Salvador
- Mădălina Sava
- Irena Sendler
- Artur Silvestri
- Ruxandra Sireteanu-Constantinescu
- Dan Slușanschi
- Constantin Speteanu
- Sorin Stati
- Aurel Stroe
- Corneliu Tamaș
- Valentin Tașcu
- Costică Toma
- Victor Toma
- Tudor Țopa
- Iulia Trancu-Iași
- Radu Tudose
- Vasile Turliuc
- Vasile Vasilache (scriitor)
- Aurel Vernescu
- Wanda Sachelarie-Vladimirescu
- Raluca Zamfirescu
- Haralamb Zincă